# Reprezentacja Polski na Mistrzostwach Świata w Narciarstwie Klasycznym 2009
Reprezentacja Polski na Mistrzostwach Świata w Narciarstwie Klasycznym 2009 liczyła 13 sportowców. Reprezentacja ta zdobyła 2 złote medale i 1 brązowy, dzięki czemu zajęła 5. miejsce w klasyfikacji medalowej.

## Medale

### Złote medale
- Biegi narciarskie kobiet, bieg łączony 15 km: Justyna Kowalczyk
- Biegi narciarskie kobiet, 30 km techniką dowolną: Justyna Kowalczyk

### Srebrne medale
Brak

### Brązowe medale
- Biegi narciarskie kobiet, 10 km techniką klasyczną: Justyna Kowalczyk

## Wyniki

### Biegi narciarskie mężczyzn
Sprint
- Janusz Krężelok - 34. miejsce (odpadł w kwalifikacjach)
- Maciej Kreczmer - 50. miejsce (odpadł w kwalifikacjach)

Sprint drużynowy
- Maciej Kreczmer, Janusz Krężelok - 14. miejsce

Bieg na 15 km
- Maciej Kreczmer - 40. miejsce

### Biegi narciarskie kobiet
Sprint
- Sylwia Jaśkowiec - 31. miejsce (odpadła w kwalifikacjach)
- Kornelia Marek - 67. miejsce (odpadła w kwalifikacjach)

Bieg na 10 km
- Justyna Kowalczyk - 3. miejsce, brązowy medal
- Kornelia Marek - 29. miejsce
- Martyna Galewicz - 59. miejsce
- Paulina Maciuszek - 61. miejsce

Bieg na 15 km
- Justyna Kowalczyk - 1. miejsce, złoty medal
- Sylwia Jaśkowiec - 31. miejsce
- Kornelia Marek - 40. miejsce
- Paulina Maciuszek - 58. miejsce

Bieg na 30 km
- Justyna Kowalczyk - 1. miejsce, złoty medal
- Kornelia Marek - 21. miejsce
- Paulina Maciuszek - 50. miejsce
- Sylwia Jaśkowiec - nie wystartowała

Sztafeta 4 x 5 km
- Justyna Kowalczyk, Kornelia Marek, Sylwia Jaśkowiec, Paulina Maciuszek - 6. miejsce

### Skoki narciarskie mężczyzn
Normalna skocznia indywidualnie HS 100
- Kamil Stoch - 4. miejsce
- Adam Małysz - 22. miejsce
- Stefan Hula - 26. miejsce
- Łukasz Rutkowski - 36. miejsce
- Maciej Kot - 45. miejsce

Duża skocznia indywidualnie HS 134
- Adam Małysz - 12. miejsce
- Kamil Stoch - 24. miejsce
- Łukasz Rutkowski - 39. miejsce
- Rafał Śliż - 50. miejsce (odpadł w kwalifikacjach)

Duża skocznia drużynowo HS 134
- Kamil Stoch, Łukasz Rutkowski, Stefan Hula, Adam Małysz - 4. miejsce